# Cuca
La cuca (Grammonus ater) és una espècie de peix pertanyent a la família dels bitítids i a l'ordre dels ofidiformes.

## Descripció
Cos moderadament allargat, comprimit, cobert d'escates petites que manquen sobre el musell i la part dorsal del cap. La línia lateral està formada per porus sensorials espaiats i és doble: la part superior va des de l'extrem superior de l'opercle fins a l'inici del darrer quart de la longitud total, i la inferior fa una marca inflexió cap avall per darrere l'aleta pectoral i tot seguit continua en línia recta fins gairebé l'extrem posterior del cos. El cap és gros, la longitud cefàlica és aproximadament igual a la quarta part de la longitud estàndard. Paladar sense dents. Els ulls són petits i el diàmetre ocular és com la meitat de la longitud preorbitària. L'aleta dorsal té de 68 a 74 radis i s'origina sobre el centre de les aletes pectorals. L'aleta anal és més curta que l'anterior i té de 51 a 62 radis. Aletes ventrals en posició jugular i amb un sol radi cada una. La coloració general és negrosa-blavenca uniforme. La longitud total màxima és de 10 a 12 cm.

## Reproducció
És de fecundació interna.

## Alimentació
A Itàlia es nodreix de crustacis bentònics i el seu nivell tròfic és de 3,06.

## Hàbitat i distribució geogràfica
És un peix marí, associat als esculls i de clima subtropical (47°N-30°N, 1°E-20°E), el qual viu a la mar Mediterrània: des de la península Ibèrica i les illes Balears fins a la mar Adriàtica, incloent-hi França -com ara, Còrsega-, Mònaco, Itàlia -incloent-hi Sardenya i Sicília-, la mar Tirrena, Montenegro, Albània, Bòsnia i Hercegovina, Croàcia, Eslovènia i Creta. És una espècie fotòfoba, observada a aigües fondes prop de les illes Balears entre 300 i 600 m, però també habita a molt poc fons entre 1 i 2 m de fondària a la part més interior de petites coves submarines de la mar Adriàtica, segons dades publicades per Riedl, i també a les illes Balears dins coves entre 4 i 10 m de profunditat, segons dades de Sostoa et al. Hom creu que emigra a les àrees costaneres a l'agost. Comparteix el seu hàbitat amb gambetes netejadores (Stenopus spinosus', Lysmata seticaudata, etc.) i d'altres espècies cavernícoles.

## Observacions
És inofensiva per als humans, poc comuna, nocturna (s'amaga en coves durant el dia) i el seu índex de vulnerabilitat és baix (23 de 100).